# Changan Lamore

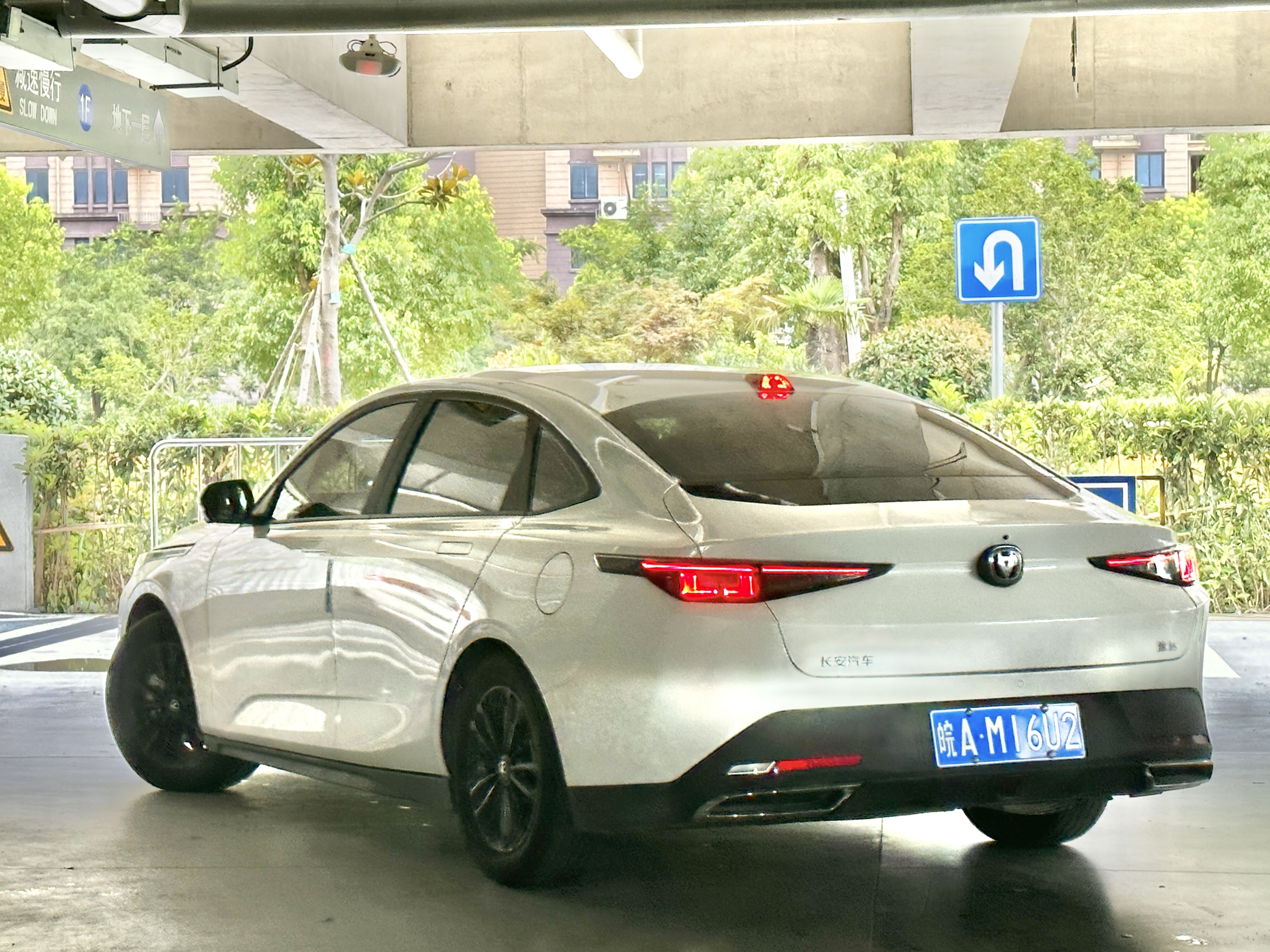
Вид сзади

Changan Lamore (逸达, Yida) — среднеразмерный автомобиль, выпускающийся с 2023 года китайской компанией Changan.

## Описание
Автомобиль Changan Lamore дебютировал 18 марта 2023 года. В иерархии автомобиль занимает промежуток между Changan Eado и Changan UNI-V.
Модель оснащается 1,5-литровым двигателем Blue Whale с турбонаддувом мощностью 170 л. с. и крутящим моментом 260 Н⋅м. Двигатель сочетается в паре с семиступенчатой трансмиссией с двойным сцеплением. Максимальная скорость ограничена до 200 км/ч. По циклу WLTC расход топлива составляет 6 литров на 100 км.
Интерьер оборудован рулевым колесом, 13,2-дюймовой консолью и 10,25-дюймовой приборной панелью. Также это первый серийный автомобиль Китая с веб-сервисом Baidu и чат-ботом ChatGPT. Конкурентом является Chery Arrizo 8.

## В России
10 июля 2023 года в Екатеринбурге проходила выставка, на которой были представлены автомобили Avatr 11 и Changan Lamore.

## Характеристики
Цены:1 900 000—3 399 900 ₽

### Общая информация
- Страна марки: Китай
- Класс автомобиля: D
- Количество дверей: 4
- Количество мест: 5
- Расположение руля: Левый

### Размеры
- Длина: 4770 мм
- Ширина: 1840 мм
- Высота: 1440 мм
- Колёсная база: 2765 мм
- Клиренс: 128 мм
- Ширина передней колеи: 1590 мм
- Ширина задней колеи: 1600 мм
- Размер колёс: 225/45/R18

### Объём и масса

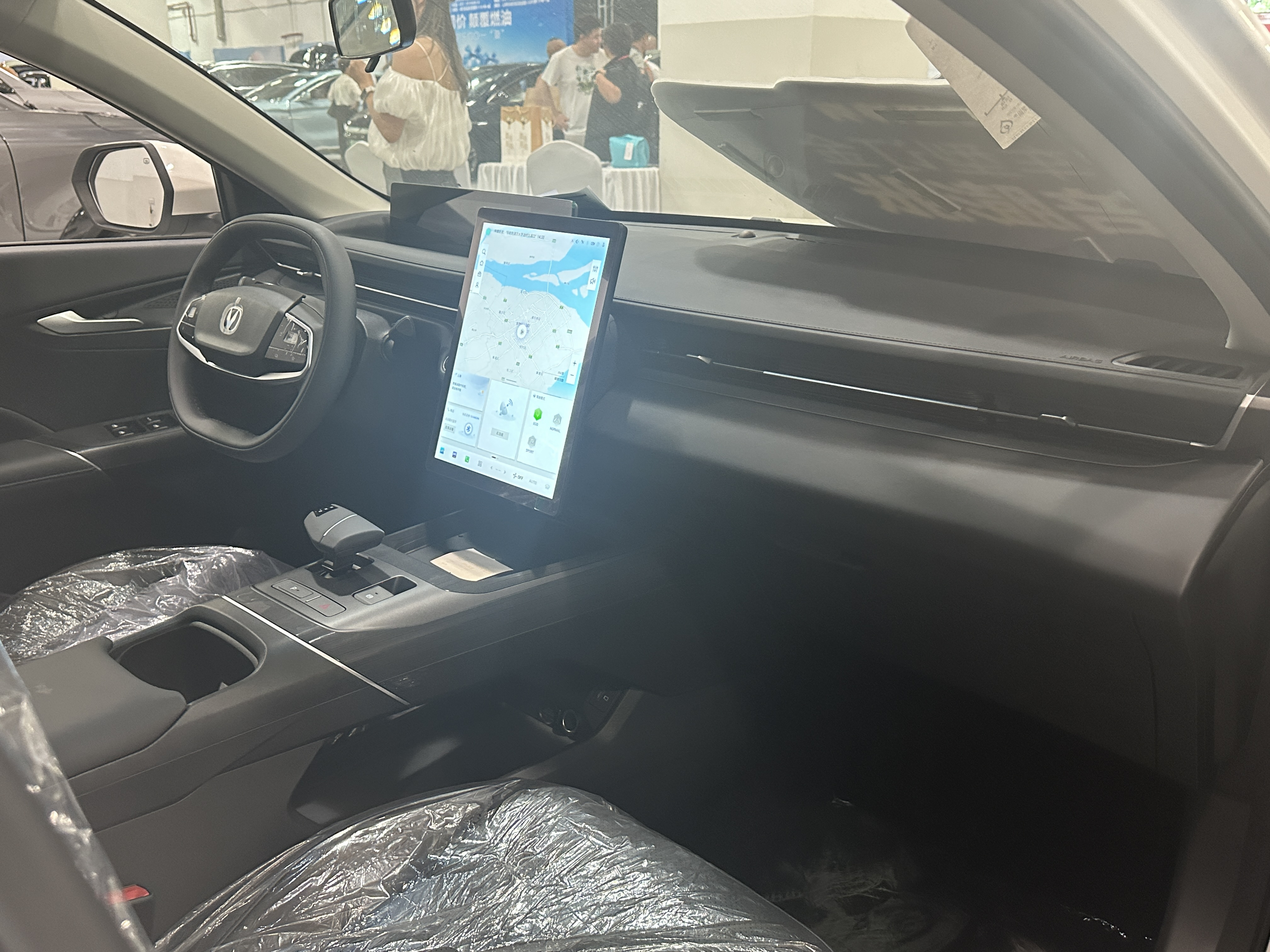
Место водителя Changan Lamore

- Объём багажника мин/макс: 520 л.
- Объём топливного бака: 51 л.Место водителя Changan Lamore
- Снаряжённая масса: 1325 кг
- Полная масса: 1760 кг

### Трансмиссия
- Коробка передач: Робот
- Количество передач: 7
- Тип привода: передний

### Подвеска и тормоза
- Тип передней подвески: независимая, пружинная
- Тип задней подвески: полунезависимая, пружинная
- Передние тормоза: дисковые вентилируемые
- Задние тормоза: дисковые

### Эксплуатационные показатели
- Максимальная скорость: 200 км/ч
- Расход топлива, город/трасса/смешанный: -/-/6.0 л/100 км
- Марка топлива: АИ-92

### Двигатель
- Тип двигателя: бензиновый
- Расположение двигателя: переднее, поперечное
- Объем двигателя: 1494 см³
- Тип наддува: турбонаддув
- Максимальная мощность: 166 л. с. (122 кВт) при 5500 об/мин
- Максимальный крутящий момент: 300 Н⋅м при 4000 об/мин
- Расположение цилиндров: рядное
- Количество цилиндров: 4
- Число клапанов на цилиндр: 4
- Система питания двигателя: непосредственный впрыск (прямой)